# Lithocarpus longzhouicus
Lithocarpus longzhouicus är en bokväxtart som först beskrevs av Cheng Chiu Huang och Yong Tian Chang, och fick sitt nu gällande namn av J.Q.Li och Li Chen. Lithocarpus longzhouicus ingår i släktet Lithocarpus och familjen bokväxter. Inga underarter finns listade.